# Richtenberg
Richtenberg là một thị trấn thuộc quận Vorpommern-Rügen (trước thuộc huyện Nordvorpommern), ở Mecklenburg-Western Pomerania, nước Đức. Nó nằm cách 18 km về phía tây nam của Stralsund.